# 第2級アルコールオキシダーゼ
第2級アルコールオキシダーゼ（Secondary-alcohol oxidase）は、次の化学反応を触媒する酸化還元酵素である。
第2級アルコール + O2 {\displaystyle \rightleftharpoons } ケトン + H2O2
すなわち、この酵素の基質は第2級アルコールとO2、生成物はケトンとH2O2である。
組織名はsecondary-alcohol:oxygen oxidoreductaseで、別名にpolyvinyl alcohol oxidase, secondary alcohol oxidaseがある。